# Mariánský sloup (Louny)
Mariánský sloup,  nazývaný také morový sloup, se sochou Immaculaty na Mírovém náměstí v Lounech je jedním z nejstarších mariánských sloupů v Čechách. Sochu vytvořil český raně barokní sochař Jan Jiří Bendl v roce 1673 a je obdobou jeho dříve vytvořeného mariánského sloupu na Staroměstském náměstí v Praze z roku 1650. Sloup je památkově chráněn od roku 1964.

## Historie

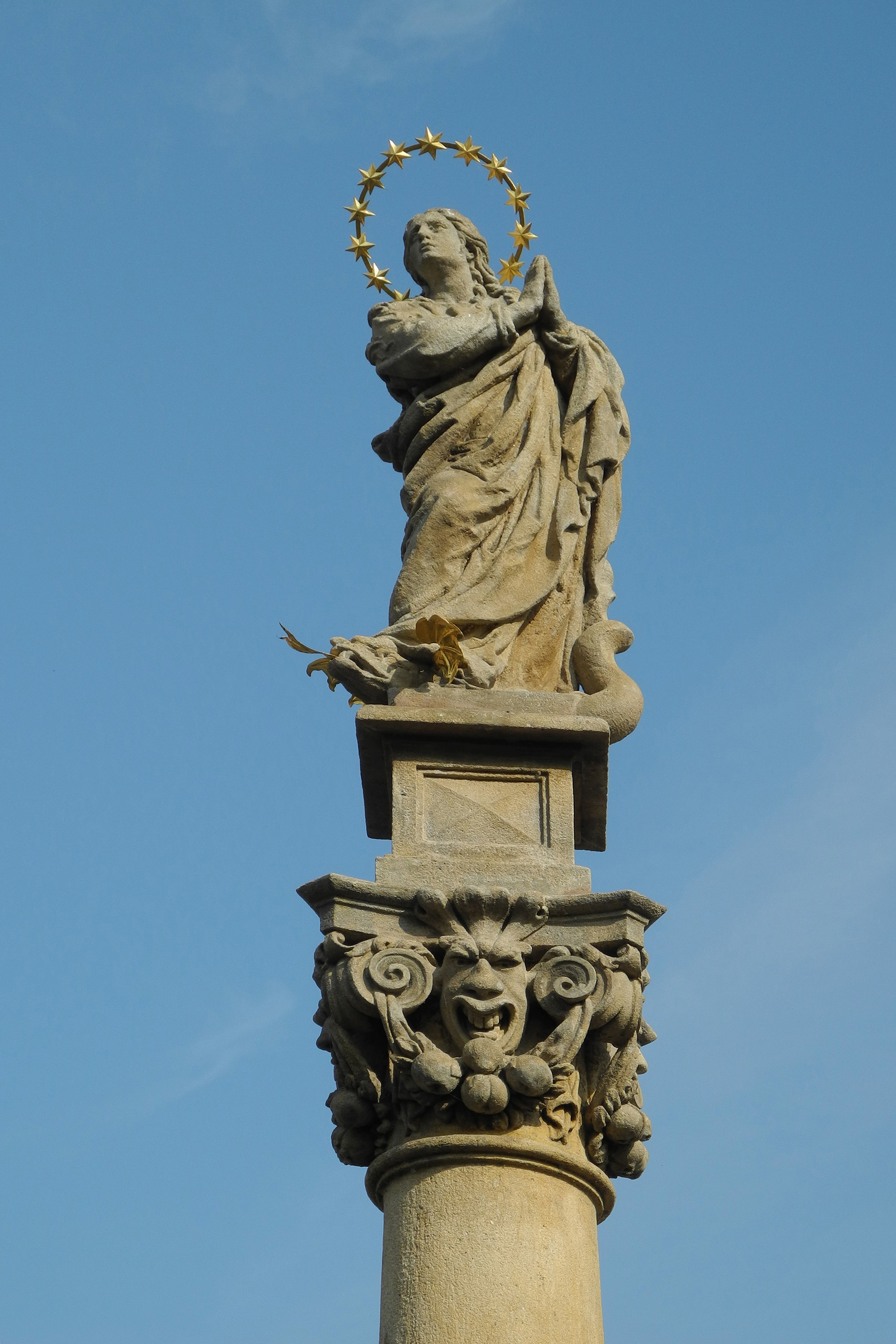
Mariánská plastika na vrcholu sloupu

Podle záznamu v radním protokolu z února 1673 povolilo město Louny neznámému donátorovi postavit na Pražském předměstí v místech, kde stával krucifix, sloup k uctění Panny Marie. Vznik sloupu v roce 1673 dokládá i chronogram na jeho soklu: "Mater DeI tVae sIs proteCtrIX LVnae" 1673" (Matko Boží, buď ochránkyní svých Loun), který v součtu dává uvedený letopočet. Nicméně v roce 1714, během morové epidemie, podle kronikáře Jana Mojžíše, stál sloup na náměstí a konaly se u něj mše. V narativních ani úředních písemných pramenech pramenech se o přemístění sloupu z předměstí do centra města nepíše. Je tudíž pravděpodobné, že – vzhledem k významu mariánského kultu v té době i osobnosti autora plastiky – stál sloup už od počátku na náměstí.
V roce 1829 pozlatil plastiku nákladem místních měšťanů hrnčíř Mikuláš Rudl. V roce 1930 byla prováděna oprava vydláždění náměstí a přitom byly upraveny i schody kolem sloupu (místo původních pěti je stupňů sedm). Tehdy se uvažovalo i o odstranění sloupu z náměstí – měl být přemístěn do parčíku u kostela Matky Boží. V roce 2015 se uskutečnilo celkové zrestaurování památky.

## Popis
Sloup je umístěn ve východní třetině náměstí na sedmi přístupových stupních. Na jejich horní ploše je hranolový podstavec s reliéfem erbu na severní straně, ukončený deskou s profilovanou obvodovou římsou, na které je dřík sloupu se čtyřhrannou hlavicí. Ta je bohatě plasticky propracovaná, s maskarony uprostřed každé strany.
Na vrcholu sloupu je socha Immaculaty v klasické ikonografické formě, s rozpuštěnými vlasy a sepjatýma rukama. Obrací se čelem k jihu a je zachycena ve šroubovitém pohybu, kdy pravá noha šlape na hlavu draka a levá stojí na zadní části drakova těla. Celé dílo je z okrově zabarveného pískovce.

## Galerie

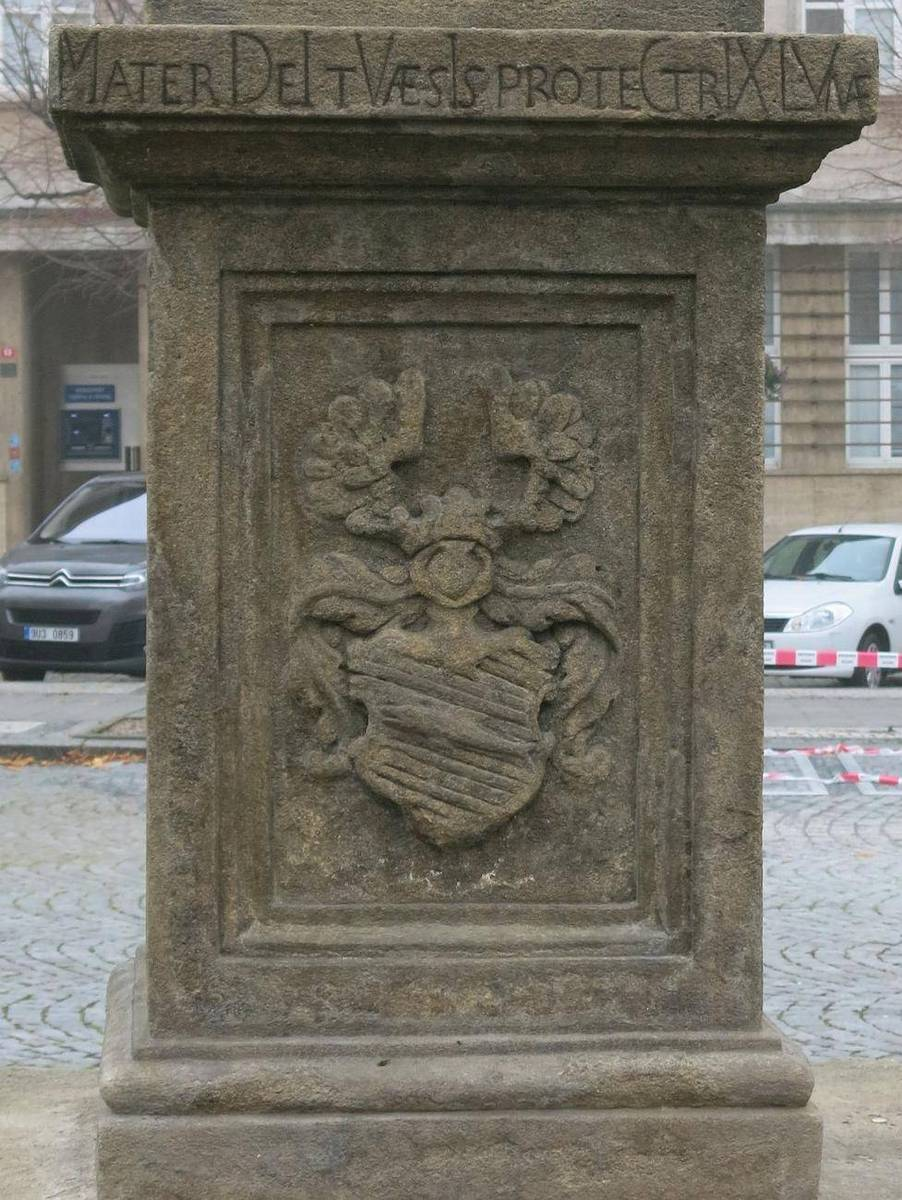
Chronogram na soklu s erbem donátora